# Le Mesnil-sur-Oger
Le Mesnil-sur-Oger é uma comuna francesa na região administrativa do Grande Leste, no departamento de Marne. Estende-se por uma área de 7.91 km², e possui 1.082 habitantes, segundo o censo de 2018, com uma densidade de 140 hab/km².